# Жијана
Жијана (рум. Jiana) насеље је у Румунији у округу Мехединци у општини Жијана. Oпштина се налази на надморској висини од 98 m.

## Становништво
Према подацима из 2011. године у насељу је живело 839 становника.